# Kamgarn
Kamgarn (Engelsk: "worsted yarns") er en mere slidstærk garntype end kartet uld, idet det kæmmes og spindes af langfibret, svagt kruset fåreuld, hvor fibrene under spindingen kæmmes og strækkes, så de ligger helt parallelt. Kamgarn er et fint, fast, kompakt og ensartet garn, der ikke krymper. Det anvendes ofte til vævning af tætte og glatte stoffer.